# 波利娜·帕尔芒捷
波利娜·帕尔芒捷（法語：Pauline Parmentier，發音：[pɔlin paʁmɑ̃tje, po-]；1986年1月31日—）是法國职业网球女运动员，2000年轉職業。她的WTA生涯最高單打排名為第38（2008年7月21日）。她曾参加2008年夏季奥林匹克运动会的单打和双打赛事。

## 外部連結
- 波利娜·帕尔芒捷的国际女子网球协会官方資料（英文）
- 波利娜·帕尔芒捷的國際網球總會 職業／青少年 官方資料（英文）
- Fed Cup - Player profile - Pauline Parmentier (FRA) （页面存档备份，存于）